# Tannheimer Tal
Het Tannheimer Tal is een hooggelegen westelijk zijdal van het Lechtal in de Oostenrijkse deelstaat Tirol en ligt geheel in het district Reutte. Het buigt bij Weißenbach am Lech af uit het Lechtal. Het voert vervolgens over de Gaichtpas en via de Haldensee naar de Oberjochpas, die de grens vormt met het Duitse Beieren. Het dal wordt doorstroomd door de Vils, de Berger Ache, de Nesselwänger Ache, de Warpsbach en de Weißenbach.
Het Tannheimer Tal vormde in de Middeleeuwen een belangrijke handelsroute voor zout vanuit Hall in Tirol naar het gebied rondom het Bodenmeer. Toen er in 1780 een weg werd aangelegd over de Arlberg werd deze route echter minder belangrijk.
Het dal is gericht op het toerisme, waarbij zowel zomer- als wintertoerisme een belangrijke rol vervullen.

## Gemeenten
In het dal liggen de gemeenten Nesselwängle, Grän, Tannheim, Zöblen en Schattwald.